# Tomás Bosque
Tomás Bosque Peñarroya (La Codoñera, 27 de abril de 1948) es un cantautor español perteneciente al movimiento de la Nueva Canción Aragonesa, siendo, junto con Antón Abad, uno de los referentes de la canción aragonesa en catalán, aunque tiene una gran parte de su producción en castellano.
Inicialmente trabajó en el mundo del cooperativismo agrario.
Ha grabado dos álbumes. El primero, Cuando los tiempos vienen mejores (1977), contenía dos temas en catalán. En 1978 publicó su segundo álbum Tomás Bosque. Sus canciones tratan del mundo agrario y sus problemas.
Ha publicado poemas en catalán en diversas revistas y antologías, además de colaborar en una columna del diario La Comarca.
Tras más de 45 años sin publicar ningún disco, durante los cuales se dedicó profesionalmente a la enseñanza de la música, en 2024 publicó Tomás Bosque canta a Desideri Lombarte. Las letras de las canciones de este disco son poemas de Lombarte, salvo dos, escritas por el propio Bosque.